# Паппериц, Беньямин Роберт
Беньямин Роберт Паппериц (нем. Benjamin Robert Papperitz; 4 декабря 1826, Пирна — 29 сентября 1903, Лейпциг) — немецкий музыкальный педагог, композитор, органист.

## Биография
Родился 4 декабря 1826 года в Пирне.
Окончил учительскую семинарию, после чего в 1848—1851 гг. учился в Лейпцигской консерватории у Морица Гауптмана, Игнаца Мошелеса и Эрнста Фридриха Рихтера. В дальнейшем преподавал там же (преимущественно орган). Среди его учеников были, в частности, Эдвард Григ, Николай Лысенко, Оскар Мериканто, Пауль Хомайер, Чарлз Вильерс Стэнфорд, Алберт Огастас Стэнли, Гюстав Ганьон. В мемуарах Джорджа Уайтфилда Чедуика, который также должен был заниматься органом у Папперица, но пренебрёг этим курсом и не посещал его, описывается, как при его отъезде из Лейпцига Паппериц с особой теплотой хвалил одно из его сочинений, и в итоге разговора изумлённый Чедуик понял, что Паппериц не помнит, занимался он у него или нет.
В 1868 году сменил своего учителя Рихтера на посту титулярного органиста церкви Святого Николая и занимал эту должность до 1899 года.
Автор ряда органных и хоровых пьес.
Умер 29 сентября 1903 года в Лейпциге.